# Borgarfjörður eystri

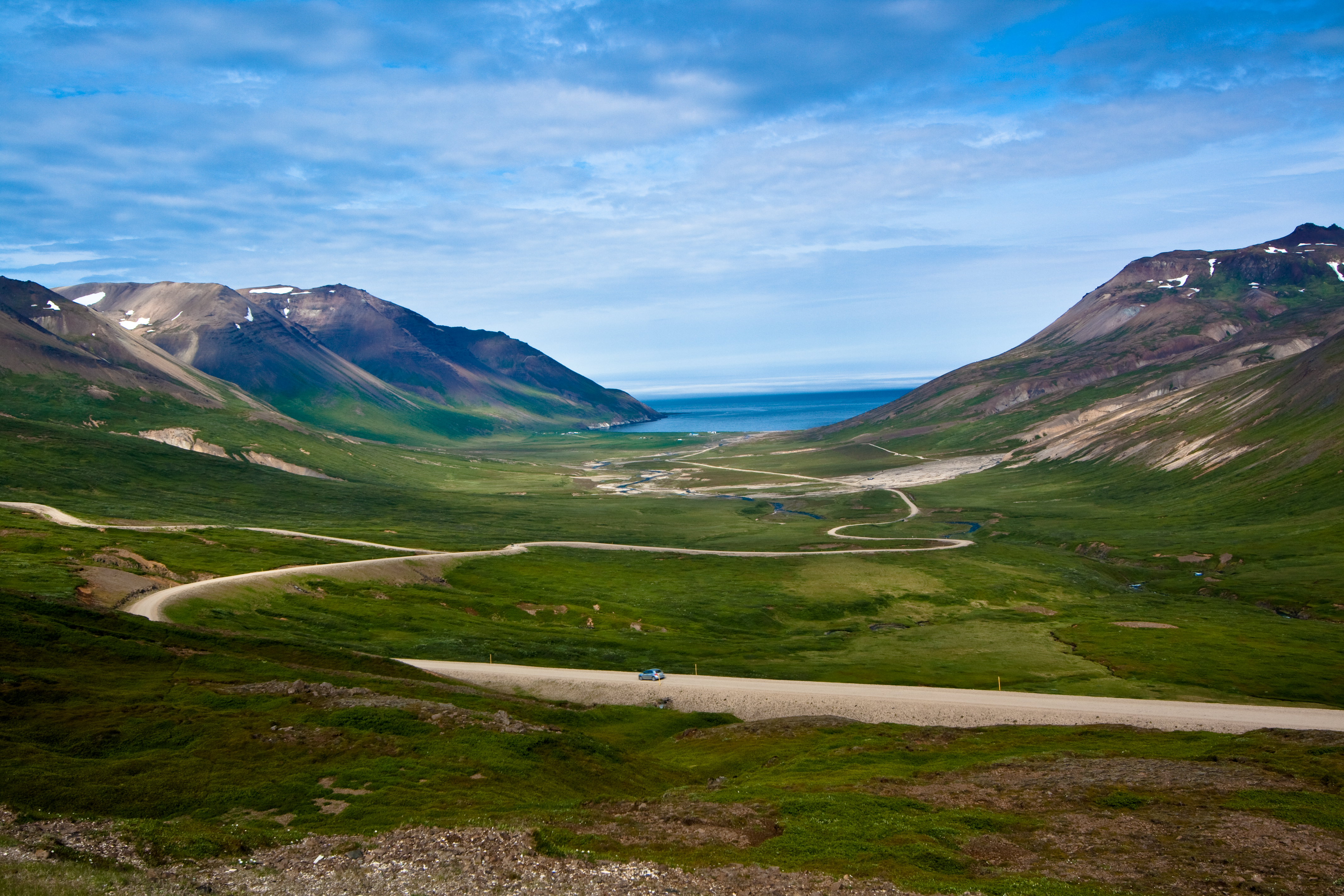
Estrada para o Borgarfjörður

Borgarfjörður Eystri é uma localidade na Islândia, com uma população de cerca de 76 habitantes em 2018.